# Trachyopella nuda
Trachyopella nuda är en tvåvingeart som beskrevs av Rohacek och Marshall 1985. Trachyopella nuda ingår i släktet Trachyopella och familjen hoppflugor. Inga underarter finns listade i Catalogue of Life.